# Мишутушкин, Николай Николаевич
Никола́й Никола́евич Мишу́тушкин (фр. Nicolai Michoutouchkine, 5 октября 1929, Бельфор, Франция — 2 мая 2010, Нумеа, Новая Каледония) — французский художник и коллекционер русского происхождения.

## Биография
Николай Николаевич Мишутушкин родился 5 октября 1929 года в городе Бельфор, Франция в семье эмигрантов из России — офицера-галлиполийца Николая Ивановича Мишутушкина (1889—1974) и сестры милосердия Анны Ивановны Ивановой (1900—1981). Учился в Бельфорской гимназии, затем в лицее, который окончили многие известные в будущем потомки русских эмигрантов, в гимназические годы он начал рисовать под руководством М. А. Бурлана, ученика и друга А. Матисса, и художника Л. Деларбра, хранителя Бельфорского музея.
В 1953 году получил высшее экономическое образование. В 1953—1957 годах совершил путешествие по странам Ближнего и Среднего Востока, Южной и Юго-Восточной Азии, в том числе в качестве корреспондента известной газеты «Русская мысль». В ней публиковались его статьи и репортажи, рассказывающие и о жизни русских в странах этого региона. В Индии он встречался с президентом доктором Раджендра Прасадом, вице-президентом Сарвапалли Радхакришнаном, премьер-министром Джавахарлалом Неру и его дочерью Индирой Ганди; в Непале — с королём Махендрой, на Цейлоне — с премьер-министром Соломоном Бандаранаике.
В 1957—1959 годах как подданный Франции отбывал воинскую службу на Новой Каледонии. Демобилизовавшись из армии в 1959 году, открыл художественную галерею в Нумеа, в которой экспонировал свои картины и этнографические предметы, собранные за два года службы. В 1959—1961 годах работал менеджером и директором торговой фирмы на острове Футуна. Его деятельность была связана с постоянными поездками по Океании. В эти годы Н. Н. Мишутушкин заинтересовался искусством коренных народов Океании и начал собирать произведения народного творчества. Так была заложена основа его коллекции, продолжившей культурные и гуманистические традиции Н. Н. Миклухо-Маклая.
С 1961 года Н. Н. Мишутушкин постоянно жил на Новых Гебридах (ныне Республика Вануату) в Порт-Вила. В 1961—1964 годах он на свои средства организовал экспедиционные поездки по Океании: в 1961 году — на Новую Каледонию, в 1962 году — на архипелаг Тубуаи, в 1963 году — на Соломоновы острова, о. Тикапия, в 1964 году — на Новую Гвинею, на Уоллис, Тонга, Фиджи, Ротума, Таити, Маркизские острова и др. Им собраны и спасены от исчезновения произведения искусства, представляющие огромный научный и художественный интерес. С 1967 года Н. Н. Мишутушкин с огромным успехом экспонировал часть своего художественного собрания в Европе: сначала на родине, во Франции, а затем в Австралии, Японии и Мексике. В 1978 году он создал фонд «Н. Мишутушкин — А. Пилиоко» по сохранению культурных ценностей, в который передал более 700 предметов из своей коллекции.
С 1979 по 1986 годы по приглашению Академии наук СССР Н. Н. Мишутушкин безвозмездно экспонировал выставку «Искусство Океании» в Советском Союзе. Впоследствии его пригласило и Министерство культуры СССР. Огромный интерес ученых из разных стран мира вызвала эта выставка, проходившая во время Международного Тихоокеанского научного конгресса в Хабаровске. В 1980 выставка состоялась и в Новосибирском Академгородке. В сентябре того же года — в Доме дружбы с зарубежными странами в Москве. Затем выставку пригласил Государственный музей этнографии народов СССР. В Москве выставка также состоялась в Музее искусств народов Востока. По приглашениям руководства союзных республик (в то время) коллекция на протяжении ряда лет экспонировалась в: Государственной картинной галерее Грузии (Тбилиси), в Союзе художников Армении (Ереван), Государственном музее этнографии Армении (Армавир), Киргизском государственном музее изобразительных искусств (Фрунзе), Государственном музее истории, культуры и искусств узбекского народа им. Икрамова (Самарканд).
На всех выставках был применен новаторский для российских и советских музеев подход — открытый доступ к предметам. Н. Н. Мишутушкин разрешил посетителям прикасаться к предметам, извлекать звуки из музыкальных инструментов. Сам он постоянно бесплатно водил экскурсии, читал лекции, проводил круглые столы. Огромное число публикаций в прессе, изданная Академией наук книга, аннотированный каталог сохранённых Н. Н. Мишутушкиным произведений искусства Океании свидетельствуют о ценности этой коллекции.
С 1987 по 1993 Н. Н. Мишутушкин организовывал многочисленные выставки своей коллекции в Японии, Австралии, Малайзии, Новой Каледонии, Таиланде, Сингапуре, России и на Тайване. В июне 2009 года Н. Мишутушкин участвовал в работе третьей конференции российских соотечественников Азиатско-Тихоокеанского региона в Канберре. Николай Николаевич Мишутушкин скончался в Нумеа 2 мая 2010 года на 80 году жизни.